# Earl of Berkeley

Wappen der Earls Berkeley

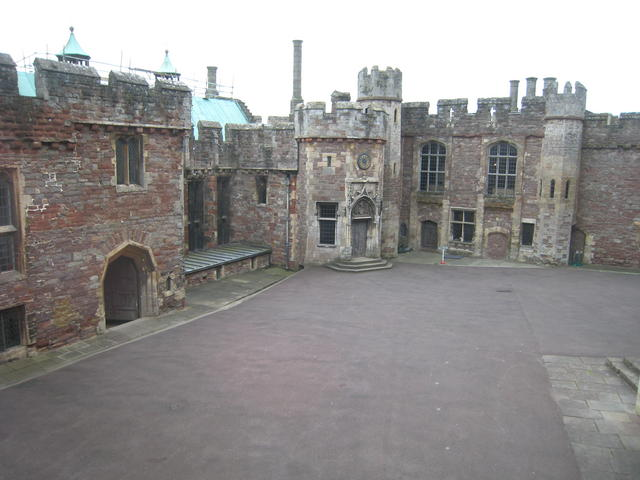
Berkeley Castle

Earl of Berkeley war ein erblicher britischer Adelstitel in der Peerage of England.
Familiensitz der Earls war Berkeley Castle bei Berkeley in Gloucestershire.

## Verleihung
Der Titel wurde am 11. September 1679 für George Berkeley, 9. Baron Berkeley geschaffen. Zusammen mit der Earlswürde wurde ihm der nachgeordnete Titel Viscount Dursley verliehen. Bereits 1658 hatte er von seinem Vater den Titel Baron Berkeley geerbt, der am 20. Oktober 1421 in der Peerage of England einem seiner Vorfahren verliehen worden war.
Beim kinderlosen Tod des 6. Earls am 27. August 1881, fielen der Earls- und Viscounttitel an dessen Cousin George Berkeley als 7. Earl. Die Baronie hingegen war auch in weiblicher Linie vererbbar und fiel daher an seine näher verwandte Nichte Louisa Berkeley als 15. Baroness.
Die Titel erloschen schließlich beim kinderlosen Tod des 8. Earls am 15. Januar 1942.

## Liste der Earls of Berkeley (1679)
- George Berkeley, 1. Earl of Berkeley, 9. Baron Berkeley (1627–1698)
- Charles Berkeley, 2. Earl of Berkeley (1649–1710)
- James Berkeley, 3. Earl of Berkeley (1680–1736)
- Augustus Berkeley, 4. Earl of Berkeley (1716–1755)
- Frederick Berkeley, 5. Earl of Berkeley (1745–1810)
- Thomas Berkeley, 6. Earl of Berkeley (1796–1881)
- George Berkeley, 7. Earl of Berkeley (1827–1888)
- Randal Berkeley, 8. Earl of Berkeley (1865–1942)